# ТЕС Merwedekanaal
52°6′5.1″ пн. ш. 5°4′42.2″ сх. д. / 52.101417° пн. ш. 5.078389° сх. д.
ТЕС Merwedekanaal – теплова електростанція у Нідерландах, споруджена за технологією комбінованого парогазового циклу.
Станція, розташована у місті Утрехт, складається з трьох енергоблоків. Два однотипні потужністю по 100 МВт ввели в експлуатацію у 1978 році. Кожен із них обладнаний трьома турбінами однакової потужності: двома газовими компанії Brown Boveri & Cie типу GT9D1 та однією паровою. 
В кінці 1980-х до них приєднався третій енергоблок із однією газовою турбіною ABB GT13E1 потужністю 145 МВт та паровою турбіною 82 МВт. Його паливна ефективність при виробництві електроенергії становить 51,78% (що вже суттєво поступається показникам парогазових станцій, споруджених у 21 столітті), проте при роботі в теплофікаційному режимі загальна паливна ефективність сягає 84%.
Окрім виробництва електроенергії, станція постачає тепло споживачам Утрехту.